# GEOBASE
GEOBASE es una base de datos, de alcance multidisciplinar, que indexa información bibliográfica y resúmenes para las ciencias geográficas, terrestres y ciencias ecológicas, publicada por Engineering Information, una filial de Elsevier. La amplia cobertura temática incluye las ciencias de la tierra: ecología, geomecánica, geografía humana, geografía física, geografía social y  oceanografía. Los estudios de desarrollo también se incluyen en esta base de datos.

## Cobertura
La cobertura incluye 2000 revistas revisadas por pares y títulos de revistas comerciales. Otros títulos de revistas y libros se incluyen en la cobertura de archivo de esta base de datos. Con más de 2 millones de registros, tiene una cobertura temporal desde 1980 hasta la actualidad. Cada año, se agregan al menos 100 000 citas y resúmenes adicionales, y se actualiza cada dos semanas. El acceso se cubre tanto en línea (Internet) como en CD-ROM. 
Otros tipos de publicaciones indexadas en esta base de datos son artículos de revistas, reseñas de productos, directorios y todos los materiales relacionados. La cobertura de literatura internacional se refiere a artículos en idiomas distintos al inglés y libros, actas de conferencias e informes menos disponibles. 
La cobertura temática también incluye cartografía, hidrología, climatología, meteorología, energía, paleontología, medio ambiente, petrología, geoquímica, fotogrametría, geomorfología, sedimentología, geofísica y vulcanología.